# Cymbopetalum schunkei
Cymbopetalum schunkei är en kirimojaväxtart som beskrevs av Nancy A. Murray. Cymbopetalum schunkei ingår i släktet Cymbopetalum, och familjen kirimojaväxter. Inga underarter finns listade i Catalogue of Life.